# Francesco Michelotti
Francesco Michelotti (Colle di Val d'Elsa, 31 marzo 1983) è un politico italiano.

## Biografia
Di professione avvocato, è stato eletto nel 2004 in consiglio comunale a Poggibonsi, all'età di ventuno anni. Dal 26 giugno 2009 al 12 dicembre 2014 è consigliere provinciale della Provincia di Siena, mentre in seguito alle amministrative del 2014 in cui era candidato Sindaco per il centrodestra, torna a sedere nel consiglio di Poggibonsi. Il 5 luglio 2018 è nominato dal sindaco Luigi De Mossi assessore all'urbanistica, edilizia, digitalizzazione e sito UNESCO del comune di Siena.
Alle elezioni politiche anticipate del 2022 viene eletto deputato nel collegio plurinominale Toscana 2 con Fratelli d'Italia.